# Manchester United F.C. mùa bóng 1972–73
Mùa giải 1972-73 là mùa giải lần thứ 70 của Manchester United ở The Football League và mùa giải thứ 28 liên tiếp của đội bóng ở Giải hạng nhất Anh. Trong mùa giải đầu tiên, United tham dự giải Cúp Anglo-Ý.
Vòa ngày 19 tháng 12 năm 1972, Ông Frank O'Farrell đã bị sa thải mà không giành được bất kỳ danh hiệu nào và sau trận thua 5–0 bởi Crystal Palace có nguy cơ xuống hạng, với những cải tiến mạnh mẽ để chuẩn bị trước mùa giải mới. Cùng ngày, Giám đốc của câu lạc bộ cũng tuyên bố rằng tiền vệ tấn công George Best sẽ không được chơi cho United một lần nào nữa vào mùa giải mới.
Ba ngày sau, Ông Tommy Docherty được bổ nhiệm làm Huấn luyện viên trưởng, sau khi ông từ chức làm huấn luyện viên trưởng Đội tuyển bóng đá quốc gia Scotland và ông đã dẫn dắt United nữa chặng đường còn lại của mùa giải. Ông cũng phục hồi George Best cho đội bóng.
United vật lộn để tìm bàn thắng trong các giải đấu, chỉ có 44 bàn thắng được ghi từ 42 trận. Với Bobby Charlton, trong mùa giải cuối cùng của anh trước khi nghỉ hưu, anh đứng đầu bảng xếp hạng ghi bàn cho Câu lạc bộ nhưng chỉ 6 bàn thắng trong giải đấu cao nhất nước Anh.

## Hạng nhất Anh
| Thời gian            | Đối thủ                 | H/A | Tỷ số Bt-Bb | Cầu thủ ghi bàn              | Số lượng khán giả |
| -------------------- | ----------------------- | --- | ----------- | ---------------------------- | ----------------- |
| 12 tháng 8 năm 1972  | Ipswich Town            | H   | 1 – 2       | Law                          | 51,459            |
| 15 tháng 8 năm 1972  | Liverpool               | A   | 0 – 2       |                              | 54,779            |
| 19 tháng 8 năm 1972  | Everton                 | A   | 0 – 2       |                              | 52,348            |
| 23 tháng 8 năm 1972  | Leicester City          | H   | 1 – 1       | Best                         | 40,067            |
| 26 tháng 8 năm 1972  | Arsenal                 | H   | 0 – 0       |                              | 48,108            |
| 30 tháng 8 năm 1972  | Chelsea                 | H   | 0 – 0       |                              | 44,482            |
| 2 tháng 9 năm 1972   | West Ham United         | A   | 2 – 2       | Best, Storey-Moore           | 32,372            |
| 9 tháng 9 năm 1972   | Coventry City           | H   | 0 – 1       |                              | 37,073            |
| 16 tháng 9 năm 1972  | Wolverhampton Wanderers | A   | 0 – 2       |                              | 34,049            |
| 23 tháng 9 năm 1972  | Derby County            | H   | 3 – 0       | Davies, Morgan, Storey-Moore | 48,255            |
| 30 tháng 9 năm 1972  | Sheffield United        | A   | 0 – 1       |                              | 37,347            |
| 7 tháng 10 năm 1972  | West Bromwich Albion    | A   | 2 – 2       | Best, Storey-Moore           | 39,209            |
| 14 tháng 10 năm 1972 | Birmingham City         | H   | 1 – 0       | MacDougall                   | 52,104            |
| 21 tháng 10 năm 1972 | Newcastle United        | A   | 1 – 2       | Charlton                     | 38,170            |
| 28 tháng 10 năm 1972 | Tottenham Hotspur       | H   | 1 – 4       | Charlton                     | 52,497            |
| 4 tháng 11 năm 1972  | Leicester City          | A   | 2 – 2       | Best, Davies                 | 32,575            |
| 11 tháng 11 năm 1972 | Liverpool               | H   | 2 – 0       | Davies, MacDougall           | 53,944            |
| 18 tháng 11 năm 1972 | Manchester City         | A   | 0 – 3       |                              | 52,086            |
| 25 tháng 11 năm 1972 | Southampton             | H   | 2 – 1       | Davies, MacDougall           | 36,073            |
| 2 tháng 12 năm 1972  | Norwich City            | A   | 2 – 0       | MacDougall, Storey-Moore     | 35,913            |
| 9 tháng 12 năm 1972  | Stoke City              | H   | 0 – 2       |                              | 41,347            |
| 16 tháng 12 năm 1972 | Crystal Palace          | A   | 0 – 5       |                              | 39,484            |
| 23 tháng 12 năm 1972 | Leeds United            | H   | 1 – 1       | MacDougall                   | 46,382            |
| 26 tháng 12 năm 1972 | Derby County            | A   | 1 – 3       | Storey-Moore                 | 35,098            |
| 6 tháng 1 năm 1973   | Arsenal                 | A   | 1 – 3       | Kidd                         | 51,194            |
| 20 tháng 1 năm 1973  | West Ham United         | H   | 2 – 2       | Charlton, Macari             | 50,878            |
| 24 tháng 1 năm 1973  | Everton                 | H   | 0 – 0       |                              | 58,970            |
| 27 tháng 1 năm 1973  | Coventry City           | A   | 1 – 1       | Holton                       | 42,767            |
| 10 tháng 2 năm 1973  | Wolverhampton Wanderers | H   | 2 – 1       | Charlton (2)                 | 52,089            |
| 17 tháng 2 năm 1973  | Ipswich Town            | A   | 1 – 4       | Macari                       | 31,918            |
| 3 tháng 3 năm 1973   | West Bromwich Albion    | H   | 2 – 1       | Kidd, Macari                 | 46,735            |
| 10 tháng 3 năm 1973  | Birmingham City         | A   | 1 – 3       | Macari                       | 51,278            |
| 17 tháng 3 năm 1973  | Newcastle United        | H   | 2 – 1       | Holton, Martin               | 48,426            |
| 24 tháng 3 năm 1973  | Tottenham Hotspur       | A   | 1 – 1       | Graham                       | 49,751            |
| 31 tháng 3 năm 1973  | Southampton             | A   | 2 – 0       | Charlton, Holton             | 23,161            |
| 7 tháng 4 năm 1973   | Norwich City            | H   | 1 – 0       | Martin                       | 48,593            |
| 11 tháng 4 năm 1973  | Crystal Palace          | H   | 2 – 0       | Kidd, Morgan                 | 46,891            |
| 14 tháng 4 năm 1973  | Stoke City              | A   | 2 – 2       | Macari, Morgan               | 37,051            |
| 18 tháng 4 năm 1973  | Leeds United            | A   | 1 – 0       | Anderson                     | 45,450            |
| 21 tháng 4 năm 1973  | Manchester City         | H   | 0 – 0       |                              | 61,676            |
| 23 tháng 4 năm 1973  | Sheffield United        | H   | 1 – 2       | Kidd                         | 57,280            |
| 28 tháng 4 năm 1973  | Chelsea                 | A   | 0 – 1       |                              | 44,184            |

| #  | Câu lạc bộ        | Tr | T  | H  | B  | Bt | Bb | Hs    | Điểm |
| -- | ----------------- | -- | -- | -- | -- | -- | -- | ----- | ---- |
| 17 | Everton           | 42 | 13 | 11 | 18 | 41 | 49 | 0.837 | 37   |
| 18 | Manchester United | 42 | 12 | 13 | 17 | 44 | 60 | 0.733 | 37   |
| 19 | Coventry City     | 42 | 13 | 9  | 20 | 40 | 55 | 0.727 | 35   |

## FA Cup
| Thời gian           | Vòng đấu | Đối thủ                 | H/N/A | Tỷ số Bt-Bb | Cầu thủ ghi bàn | Số lượng khán giả |
| ------------------- | -------- | ----------------------- | ----- | ----------- | --------------- | ----------------- |
| 13 tháng 1 năm 1973 | Vòng 3   | Wolverhampton Wanderers | A     | 0 – 1       |                 | 40,005            |

## League Cup
| Thời gian            | Vòng đấu       | Đối thủ        | H/N/A | Tỷ số Bt-Bb | Cầu thủ ghi bàn        | Số lượng khán giả |
| -------------------- | -------------- | -------------- | ----- | ----------- | ---------------------- | ----------------- |
| 6 tháng 9 năm 1972   | Vòng 2         | Oxford United  | A     | 2 – 2       | Law, Charlton          | 16,560            |
| 12 tháng 9 năm 1972  | Vòng 2 Đấu lại | Oxford United  | H     | 3 – 1       | Best (2), Storey-Moore | 21,486            |
| 3 tháng 10 năm 1972  | Vòng 3         | Bristol Rovers | A     | 1 – 1       | Morgan                 | 33,597            |
| 11 tháng 10 năm 1972 | Vòng 3 Đấu lại | Bristol Rovers | H     | 1 – 2       | McIlroy                | 29,348            |

## Anglo-Italian Cup
| Thời gian           | Vòng đấu   | Đối thủ | H/N/A | Tỷ số Bt-Bb                   | Cầu thủ ghi bàn | Số lượng khán giả |
| ------------------- | ---------- | ------- | ----- | ----------------------------- | --------------- | ----------------- |
| 21 tháng 2 năm 1973 | Fiorentina | H       | 1 – 1 | Holton                        | 23,951          |                   |
| 21 tháng 3 năm 1973 | Lazio      | A       | 0 – 0 |                               | 52,834          |                   |
| 4 tháng 4 năm 1973  | Bari       | H       | 3 – 1 | Law, Storey-Moore, Martin     | 14,303          |                   |
| 2 tháng 5 năm 1973  | Verona     | A       | 4 – 1 | Charlton (2), Olney, Fletcher | 8,168           |                   |

Bảng 1 của Anh
| Câu lạc bộ        | Pld | W | D | L | GF | GA | Pts |
| ----------------- | --- | - | - | - | -- | -- | --- |
| Crystal Palace    | 4   | 3 | 1 | 0 | 10 | 4  | 7   |
| Manchester United | 4   | 2 | 2 | 0 | 8  | 3  | 6   |
| Luton Town        | 4   | 2 | 1 | 1 | 8  | 4  | 5   |
| Hull City         | 4   | 2 | 1 | 1 | 4  | 3  | 5   |

Bảng 1 của Ý
| Câu lạc bộ | Pld | W | D | L | GF | GA | Pts |
| ---------- | --- | - | - | - | -- | -- | --- |
| Fiorentina | 4   | 1 | 2 | 1 | 4  | 4  | 4   |
| Lazio      | 4   | 0 | 2 | 2 | 4  | 7  | 2   |
| Verona     | 4   | 1 | 0 | 3 | 5  | 11 | 2   |
| Bari       | 4   | 0 | 1 | 3 | 1  | 8  | 1   |